# Хасанов, Мурат Русланович (1990)
Хасанов Мурат Русланович (род. 13 октября 1990 года) — российский спортсмен. Родился в Кабардино-Балкарии. Мастер спорта России по вольной борьбе, рукопашному бою, боевому самбо, армейскому рукопашному бою, мастер спорта России по FCF-ММА, грэпплингу.

## Биография
Российский боец смешанных единоборств. Профессиональную карьеру начал в 2016 г. Выступал в таких промоушенах как ACA, FNG,TKFC, встречался в поединках с такими соперниками как: Бессарион Бигвава, Джамал Омаров, Саламбек Тагиров, Александр Хмара, Майкл Грэйвс, а также под эгидой WPFL,где завоевал титул Чемпиона мира в 77 кг-2018 г. против непобежденного бойца из Ирана Фаршида Кхолами.

## Профессиональная карьера
Рекорд 6-0-1

## Спортивные достижения
- Двух кратный чемпион мира по Jiu-Jitsu. 2021 г. — ;
- Чемпион мира по ММА(WPFL)-2018г[6][7] — ;
- Бронзовый призёр России по грэпплингу- 2021г[8] — ;
- Чемпион России по грэпплингу- 2022г[9] — ;
- Чемпион Вооруженных сил России по рукопашному бою −2022г[10][11] — ;
- Чемпион СНГ по рукопашному бою −2022г[12] — ;
- Кубок ОДКБ по КЕ(Среди сотрудников специальных подразделений силовых структур) 2016г — ;
- Чемпион России по рукопашному бою (Динамо) 2014г
- Чемпион Евразии по FCF-ММА −2008г — ;
- Победитель спартакиады России по вольной борьбе-2010 г.— ;
- Призёр Кубка России по боевому самбо 2014г — ;
- Чемпион СКФО по боевому самбо −2017г — ;
- Международный турнир Ивана Подубного по грэпплингу 2022[13] — ;
- 3-х кратный чемпион СКФО по рукопашному бою −2015 ,2019г — ;[14]
- З-х кратный чемпион Южного Военного округа по армейскому рукопашному бою −2017,2019,2022 г[15][16] — ;
- Чемпион Кубока России по спортивной борьбе (грэпплинг)- 2023г — ;[17]